# 施
施（し）は、漢姓の一つ。

## 中国の姓
2020年の中華人民共和国の統計では人数順の上位100姓に入っていないが、台湾の2018年の統計では39番目に多い姓で、128,269人がいる。

### 著名な人物
- 西施（施夷光） - 春秋時代の女性。
- 朱然 - 後漢末期〜三国呉の武将。元の姓を施という。
- 朱績 - 三国呉の武将。朱然の子。のちに施姓に復す。
- 施耐庵 - 明代の人物。『水滸伝』の作者とされる。
- 施琅 - 明末期から清初期の軍人
- 施九緞 - 清朝統治時代の台湾で発生した暴動の指導者
- 施乾 - 日本統治時代の台湾の土木技師、慈善家
- 施肇基 - 清末、中華民国の外交官・政治家
- 史明 - 台湾の歴史家・台湾独立運動家。本名は施朝暉
- 施俊吉 - 中華民国（台湾）の経済学者
- 施明徳 - 台湾の政治家

## 朝鮮の姓
施（し、シ、朝: 시）は、朝鮮人の姓の一つである。2015年の国勢調査による韓国内での人口は2,235人。

### 著名な人物
- シ・ジンチョル - 韓国のレスリング選手[4]。

### 氏族
| 氏族（地域） | 創始者 | 人数（2015年） |
| ------------ | ------ | -------------- |
| 高霊施氏     |        | 10             |
| 密陽施氏     |        | 7              |
| 淅江施氏     |        | 172            |
| 淅紅施氏     |        | 10             |
| 浙江施氏     | 施文用 | 2,011          |